# Jean-Pierre Gauthier
Jean-Pierre Gauthier, genannt Leclerc (* 23. Februar 1765 in Septmoncel; † 14. Juni 1821 in Marnes-la-Coquette), war ein französischer Général de brigade in den Koalitionskriegen.
Er war der Cousin von Jean-Joseph Gauthier und nannte sich daher zur besseren Unterscheidung „Leclerc“ oder „Gauthier-Leclerc“.

## Militärdienst
Am 15. April 1783 trat Gauthier in das 18e régiment de dragons ein. Am 1. Januar 1788 wurde er zum Brigadier und am 8. Juli 1791 zum Maréchal des logis befördert. Am 1. Januar 1793 erfolgte die Beförderung zum Maréchal des logis-chef und am 1. April des gleichen Jahres zum Sous-lieutenant. In den Jahren 1793 und 1794 (an II & an III) diente er in der West-Pyrenäenarmee und wurde am 21. März 1794 (1er germinal an II) zum Lieutenant sowie am „1er floréal an II“ (20. April 1794) zum Capitaine befördert. Im Jahre 1795 (an IV) kämpfte er unter Hoche gegen die Aufständischen in der Vendée und 1796 (an V) und 1797 (an VI) mit der Armée d’Italie.
Im Mai 1798 (floréal an VI) schiffte sich der Capitaine Gauthier mit der Orientarmee zur Ägyptischen Expedition ein. Seine Verdienste während des Unternehmens brachten ihm am 8. August 1799 (22 fructidor an VII) den Rang eines Chef d’escadron ein. Bei der Landung der Briten am 8. März 1801 (17 ventôse an IX) konnte er sich erneut auszeichnen und erhielt am 8. Mai 1801 (19 floréal an IX) durch den Commandant en chef (Oberkommandierender) Menou einen Ehrensäbel mit einem Begleitschreiben überreicht:

„Sabre d’honneur accordé au citoyen Leclerc, chef d’escadron au 18e régiment de dragons. – Le général en chef voulant donner un témoignage de la satisfaction du gouvernement au citoyen Leclerc, chef d’escadron au 18e régiment de dragons, pour la conduite distinguée qu’il a tenue à l’Armée d’Orient, accorde au citoyen Leclerc un sabre d’honneur. Il jouira, à dater de ce jour, des doubles appointements attachés aux cent sabres, conformément à l’ordre du jour du 14 pluviôse an VII.“

„Ehrensäbel, verliehen dem Bürger Leclerc, Chef d’escadron des 18. Dragoner-Regiments. – Der Oberbefehlshaber gibt an den Bürger Leclerc, Chef d’escadron im 18. Dragonerregiment, einen Ehrensäbel als Beweis der Zufriedenheit der Regierung für seine außergewöhnlichen Verhaltensweisen bei der Orientarmee. Er wird von diesem Tag an die doppelte Bezahlung im Wert von hundert Säbeln erhalten, entsprechend dem Befehl vom 2. Februar 1799.“

Nach der Kapitulation von Alexandria, der letzten Festung, die die Franzosen noch gehalten hatten, musste auch Gauthier-Leclerc nach Frankreich zurückkehren. In den Jahren 1803/1804 befand er sich bei der Truppe an der Atlantikküste.
Am 14. Juni 1804 (25 prairial an XII) wurde er zum Offizier der Ehrenlegion ernannt.
Er diente dann in der Grande Armée während der Feldzüge in Österreich und Preußen und konnte sich unter anderem durch seine Unerschrockenheit in der Schlacht bei Austerlitz auszeichnen, in der er verwundet wurde.
Am 19. Juni 1806 wurde er zum Major im 9e régiment de dragons befördert. Am 31. März 1809 bekam er als Colonel en second das Kommando über das 11e régiment provisoire de dragons übertragen. Diese Truppe war in Orléans aufgestellt worden, Gauthier-Leclerc zog mit dem Regiment in den Spanischen Unabhängigkeitskrieg. Am 13. März 1810 übernahm er das Kommando über das 9e régiment provisoire de dragons, das am 29. Mai 1810 aufgelöst wurde.
Am 15. Oktober 1809 wurde Gauthier-Leclerc per Dekret (mit Patentbrief vom 25. März 1810) zum Baron d’Empire (Baron des Kaiserreichs) ernannt.
Nachdem er im Hauptquartier Dienst getan hatte, wurde ihm am 23. August 1811 das Kommando über das 25e régiment de dragons übertragen.
1812 verließ er Spanien und kehrte nach Frankreich zurück. Hier wurde ihm am 12. Januar 1813 der Posten des Majors des 2e régiment des lanciers de la Garde impériale übertragen.
Er diente im Feldzug in Deutschland und wurde am 26. Dezember 1813 für seine Verdienste zum Général de brigade befördert. Am 11. Februar 1814 wurde er der Kavalleriedivision von Général Saint-Germain und am 28. März des gleichen Jahres der 6. Kavalleriedivision im Korps von Maréchal Mortier zugeteilt.
Während der Ersten Restauration hielt er sich in Avignon auf. Nach der Rückkehr von Napoleon Bonaparte von der Insel Elba und der Herrschaft der Hundert Tage übernahm er das Kommando über eine Brigade der Armée du Nord und absolvierte den Sommerfeldzug von 1815.
Nach der Schlacht bei Waterloo kehrte der General nach Hause zurück und wurde am 6. Oktober 1815 in den Ruhestand versetzt.
Er starb am 14. Juni 1821 in Marnes-la-Coquette im Landhaus eines Monsieur Johannot, war allerdings zu diesem Zeitpunkt mit seiner Frau Armande Jeanne Cécile Liotté in Paris, Rue Saint-Honoré 349, wohnhaft.
Sein Name findet sich in der 39. Spalte auf den Ehrentafeln des Arc de Triomphe de l’Étoile.